# Mullvadsgnagare
Mullvadsgnagare eller afrikanska mullvadsråttor (Bathyergidae) är en familj i ordningen gnagare. De flesta arterna gräver underjordiska bon. Särskilt känd är arten kalråtta (Heterocephalus glaber).
Dessa djur når en kroppslängd mellan 8 och 33 centimeter. Andra kroppsbihang som yttre öron och svansen är tillbakabildade, även ögonen är små. Nästan alla arter har kort päls och kalråttan saknar hår med undantag av några morrhår.
De gräver främst med sina tänder som är väl utvecklade. Framtänderna är synliga utanför munnen och de omslutas fast av läpparna så att ingen jord hamnar i munnen. Däremot är klorna hos de flesta familjemedlemmar korta. Bara hos släktet strandgrävare förekommer kraftiga klor. Vid händer och fötter förekommer fem tår. Mullvadsgnagare har i varje halva av över- och underkäken en framtand och ingen hörntand. Angående kindtändernas antal finns en stor variation. Tandformeln är I 1/1 C 0/0 P 2-3/2-3 M 0-3/0-3, alltså 12 till 28 tänder. Endast strandgrävare har rännor i framtänderna.
Mullvadsgnagarnas bon är avancerade tunnelsystem. Födan utgörs huvudsakligen av växtdelar som rotfrukter och vissa arter äter även småkryp.
I familjen finns arter där varje individ lever ensam och andra arter som bildar kolonier. Hos kalråttan har en koloni 10 till 300 individer, oftast 75 till 80.
Mullvadsgnagare lever idag bara i södra Afrika söder om Sahara. Fossil av utdöda arter har även hittats i Mongoliet.
Familjen består enligt Mammal Species of the World (2005) av fem släkten med tillsammans 15 arter. I samband med en revision tillkom 2006 ytterligare ett släkte.
- Cryptomys, en art
- Fukomys, cirka tio arter
- Kalråtta (Heterocephalus), en art
- Heliophobius, en art
- Strandgrävare (Bathyergus), två arter
- Jordborrare (Georhychus), en art